# Albrecht Haupt (Musiker)
Albrecht Haupt (* 7. Dezember 1929 in Bonn) ist ein deutscher Kirchenmusiker.

## Leben
Albrecht Haupt studierte an den Universitäten Jena und Leipzig zunächst Musikwissenschaft und Kunstgeschichte, dann an der Leipziger Musikhochschule Kirchenmusik mit den Schwerpunkten Orgel und Dirigieren. Hier prägten ihn insbesondere Thomasorganist Karl Richter, Thomaskantor Günther Ramin und Professor Diethard Hellmann. Später wechselte er an die Musikhochschule Stuttgart, Esslingen (zu Hans Arnold Metzger) und an die Universität Tübingen. Er legte das A-Examen ab und wurde 1958 Kantor der Martin-Luther-Kirche in Ulm und später zusätzlich zum Bezirkskantor ernannt. Dieses Amt behielt Haupt bis zum Eintritt in den Ruhestand 1995. Er hat fünf Kinder in Musikberufen und lebt in Ulm. Albrecht Haupt ist ein Bruder des deutschen Biologen und Hochschullehrers Wolfgang Haupt, Erlangen, und des Organisten Dr. Hartmut Haupt, Jena.

## Tätigkeit

### Kirchenmusikdirektor
Als Bezirkskantor des Evangelischen Kirchenbezirkes Ulm wurde Albrecht Haupt der Titel eines Kirchenmusikdirektors verliehen. Er leitete die Chöre und Ensembles der Martin-Luther-Kirche und führte dort viele wichtige oratorische Werke, allen voran die Kantaten und Oratorien Johann Sebastian Bachs, aber auch viele andere Werke von Barock bis Moderne auf. Insbesondere die Zusammenarbeit mit dem John Cranko Ballett, Stuttgart, „Tanz in der Kirche“, Uraufführungen, u. a. in 1977 „Von der Weisheit Gottes“ von Harald Heilmann in der Martin-Luther-Kirche Ulm, später auch „Schöpfung und Geschöpf“ von Heilmann, sowie zahlreiche Auslandstourneen (Italien, Frankreich, damalige Tschechoslowakei, Österreich u. a.) prägten seine Arbeit in den siebziger und achtziger Jahren.
Mit den Werken von Johann Sebastian Bach setzte er Schwerpunkte, insbesondere in der Konzertreihe „Stunde der Kirchenmusik“. Diverse Schallplattenaufnahmen, u. a. „Das Haus des Vaters“ von Bernhard Krol, „Die Schöpfung“ von Josef Haydn. Die Aufführungen von „Vaterunser“ und der „Glagolithische Messe“ von Leoš Janáček sind ein Zeugnis seiner künstlerischen Arbeit.
Ab 1959 war er Leiter der, inzwischen in Vereinsform organisierten und von der Martin-Luther-Kirche unabhängigen „Ulmer Kantorei“, ein Amt, welches er weit über seinen Ruhestand hinaus bis 2018 innehatte.  Als Bezirkskantor bildete er zudem über Jahrzehnte den Kirchenmusiker-Nachwuchs aus. Mit der Ulmer Kantorei, in Zusammenarbeit mit der Philharmonie des Ulmer Theaters, dem Bodensee-Symphonieorchester, der Württembergischen Philharmonie Reutlingen, den Prager Symphonikern und anderen wurden alle wichtigen oratorischen Großwerke unter seiner Ägide zur Aufführung gebracht. Er arbeitete mit Sänger-Solisten wie Julia Hamari, Barbara Schlick, Siegfried Jerusalem und Cornelius Hauptmann zusammen. Für seine Tätigkeit erhielt er zahlreiche Ehrungen und Auszeichnungen, unter anderen der „Ente Provinciale di Bologna“, sowie das Bundesverdienstkreuz am Bande.

### Universitätsmusikdirektor
1976 gründete Haupt den Universitätschor an der Universität Ulm. 1991 wurde ihm der Titel eines Universitätsmusikdirektors verliehen. Viele Werke der Oratorienliteratur des 20. Jahrhunderts erklangen als Ulmer oder Süddeutsche Erstaufführungen unter seiner Leitung, zum Beispiel Werke von Leoš Janáček, Béla Bartók, Carl Orff und Leonard Bernstein.